# A halál árnyékának völgye

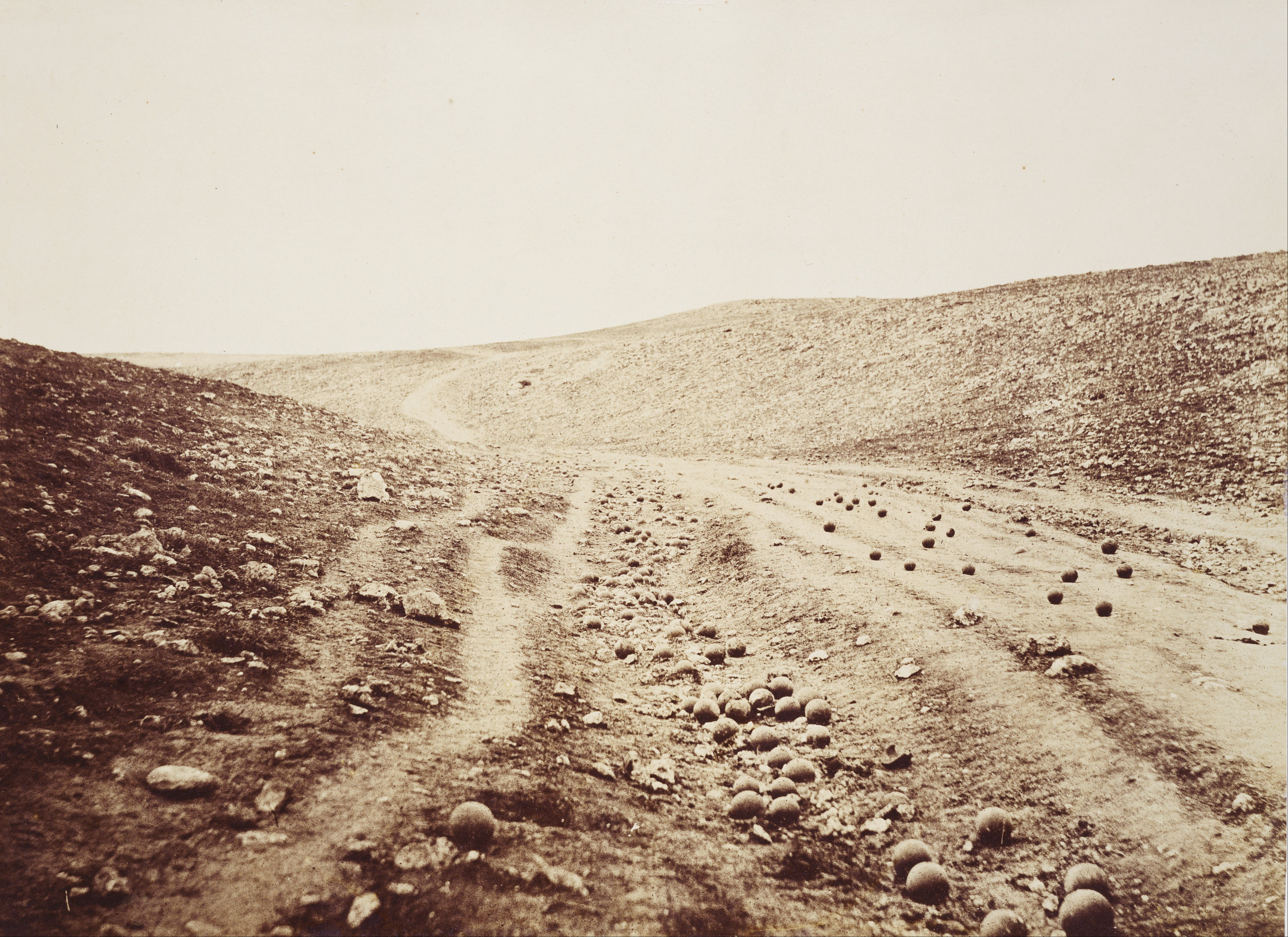
Roger Fenton: A halál árnyékának völgye (44,1 x 56,8 cm, albumin nyomat, 1855), Royal Collection

A halál árnyékának völgye (The Valley of the Shadow of Death) Roger Fenton brit fotográfus egyik leghíresebb felvétele, melyet 1855-ben a krími háború idején készített. Az első háborús fényképként számon tartott alkotás hitelességét több alkalommal is megkérdőjelezték.

## Története
Fenton a brit hadügyminiszter megbízásából utazott a Krím-félszigetre, hogy dokumentálja az 1853-ban kirobbant török, az olasz és francia csapatokat támogató brit hadsereg részvételét az Orosz Birodalom elleni háborúban. A tudósítás célja az volt, hogy a kedvező színben mutassák be az addigra már a sokat bírált brit katonai részvételt. Fenton az ott tartózkodása alatt, mintegy 360 felvételt készített. A technikai korlátok – hosszú expozíciós idő, nehéz felszerelés – nem tették lehetővé a csatajelenetek, katonai események dokumentálását, sőt megbízói kérésének megfelelően a halottakról és a sebesültekről sem készíthetett felvételeket. Az elkészült képek jelentős része előre beállított, megrendezett volt, melyek a harcok kevésbé erőszakos és eseménydús oldalát mutatták be: tájképek a csaták helyszíneiről, katonai táborokról, katonaportrék vagy csoportképek.
Híressé vált felvételét egy, az orosz csapatok által folyamatos ágyútűz alatt tartott útszakaszról készítette. Állítólag még a kép készítésekor is tűz alatt volt a terület, egy ágyúgolyó Fenton közelében csapódott be. A megörökített kietlen tájon számtalan ágyúgolyó hever, a látvány sebesültek és halottak nélkül is nyomasztó. A kép, melyet a brit katonák az Ószövetség 23. zsoltárának sorai után („Még ha a halál árnyékának völgyében járok is, nem félek a gonosztól…”) neveztek el, később a háború kegyetlenségének szimbólumává vált.
Kevesen tudják, de a helyszínen Fenton egy második felvételt is készített ugyanarról az útszakaszról, ugyanabból a szögből. Ez a fotó annyiban különbözik az ismert fotótól, hogy az úton jóval kevesebb ágyúgolyó látható.

## A felvétel hitelessége

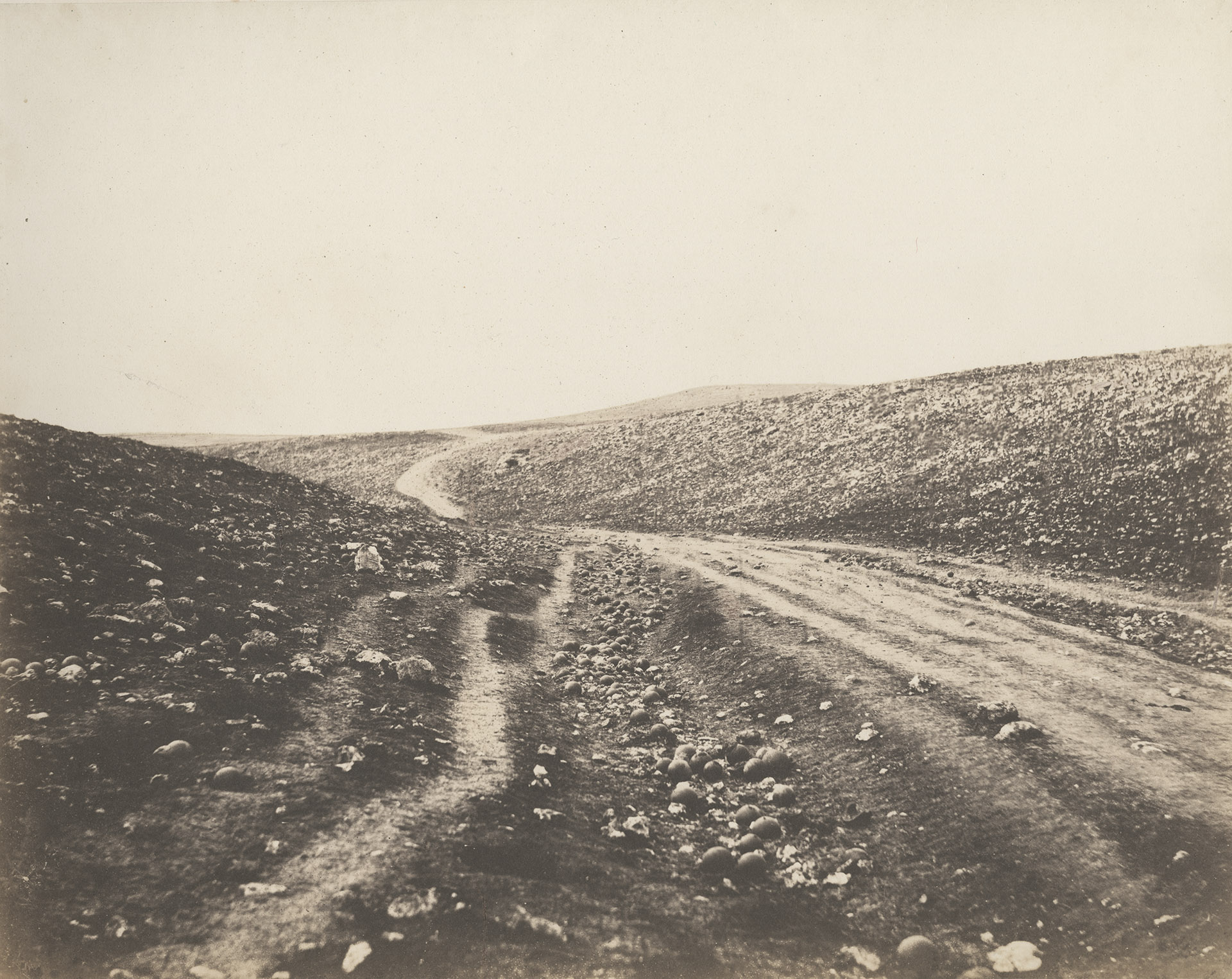
Fenton másik, kevésbé ismert felvétele ugyanarról a helyről, itt az úton nincsenek ágyúgolyók

Susan Sontag A szenvedés képei (2004) című esszékötetében egyértelműen megrendezettnek tartja Fenton híressé vált, ágyúgolyóktól hemzsegő útszakaszt ábrázoló felvételét: „[a felvétel] első verzióján ágyúgolyóktól feketéllik az úttól balra eső tereprész, de a második felvétel előtt – ez az, amelyről azóta megannyi reprodukció készült – a fényképész felügyeletével magán az úton rakosgatták szét az ágyúgolyókat”.
E másik felvételre hivatkozva véli Errol Morris dokumentumfilm-rendező is úgy, hogy A halál árnyékának völgye megrendezett környezetet ábrázol. Kutatásáról a The New York Times blogjában számolt be. Több történésszel és szakértővel is beszélt, sőt még Ukrajnába, az eredeti helyszínre is ellátogatott, hogy személyesen vizsgálódjon. Morris Dennis Purcell mérnök segítségét kérte, akivel közösen vizsgálta meg a két képet. Észrevették, hogy nem csak az ágyúgolyók „mozdultak” el, hanem a kövek is. A kövek helyzete pedig meghatározta a felvételek sorrendjét. Morris úgy véli, hogy Fenton és segítői a domb oldaláról gurították le az ágyúgolyókat, majd helyezték el őket az úton (ekkor mozdulhattak el a kövek). „Az a felvétel volt a második, melyen az ágyúgolyók az úton voltak” – mondta Morris, aki szerint Fenton híres fotója minden kétséget kizáróan megrendezett.